# Alejandro Abellan
Alejandro Abellan (ur. 13 maja 1965, w Ottawie) – kanadyjski aktor filmowy i telewizyjny.
Jest synem hiszpańskich imigrantów. Po raz pierwszy zagrał w filmie jako dubler Antonio Banderasa w produkcji Trzynasty wojownik. Jego pierwszą dużą rolą była rola Tito w filmie Fenomen.

## Filmografia
- 2006 Gray Matters
- 2005 Morderstwo w bazie Presidio
- 2005 Saving Milly
- 2004 Lies Like Truth
- 2004 The Keeper
- 2004 The Survivors Club
- 2003 Phenomenon II
- 2003 Jądro ziemi
- 2002 Śnięty Mikołaj 2
- 2001 Powiedz, że to nie tak
- 2001 HRT
- 2001 Oh, Baby